# Cistanthe monandra
Cistanthe monandra är en källörtsväxtart som först beskrevs av Nuttall, och fick sitt nu gällande namn av M.A. Hershkovitz. Cistanthe monandra ingår i släktet Cistanthe och familjen källörtsväxter. Inga underarter finns listade i Catalogue of Life.

## Bildgalleri

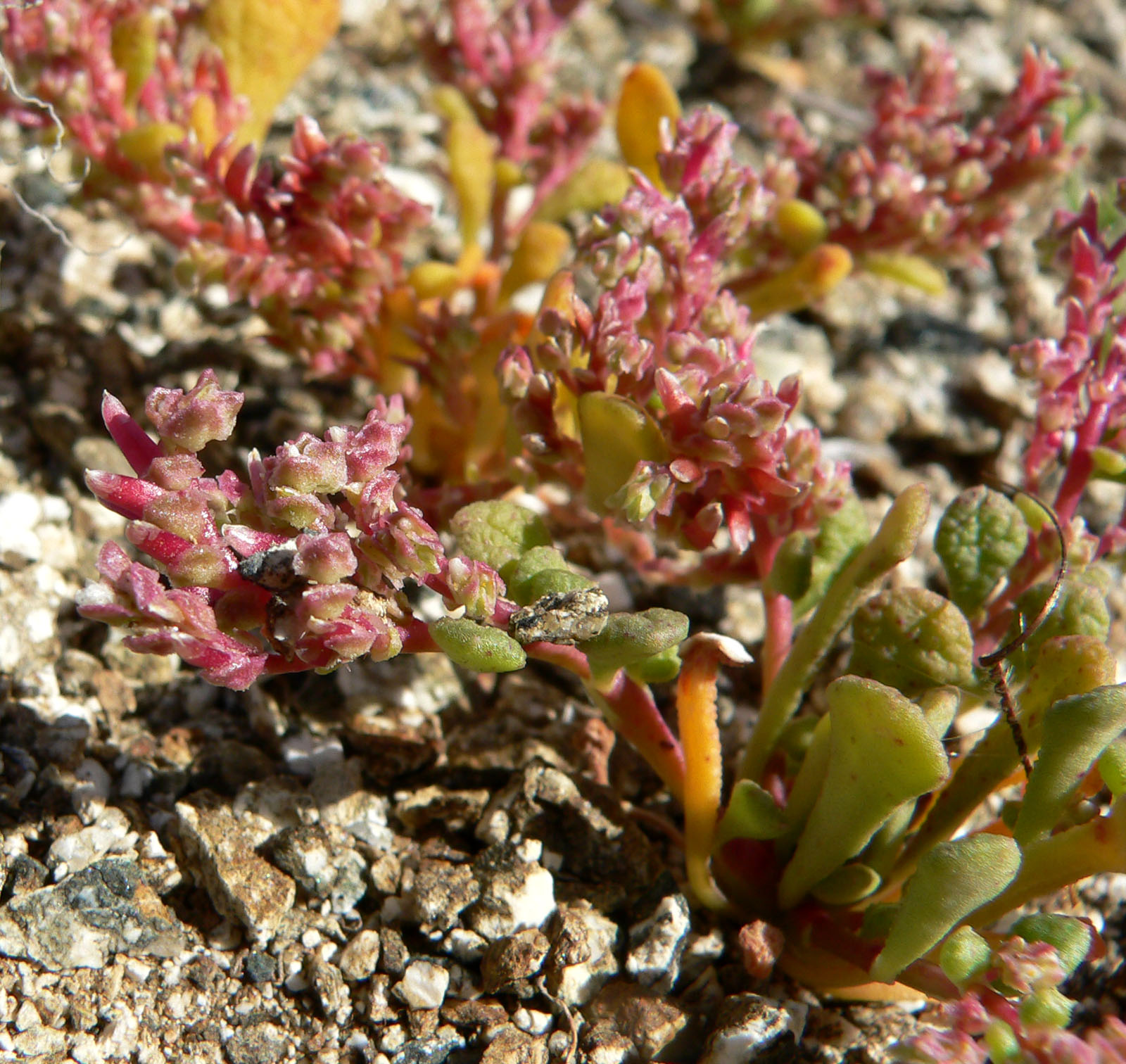
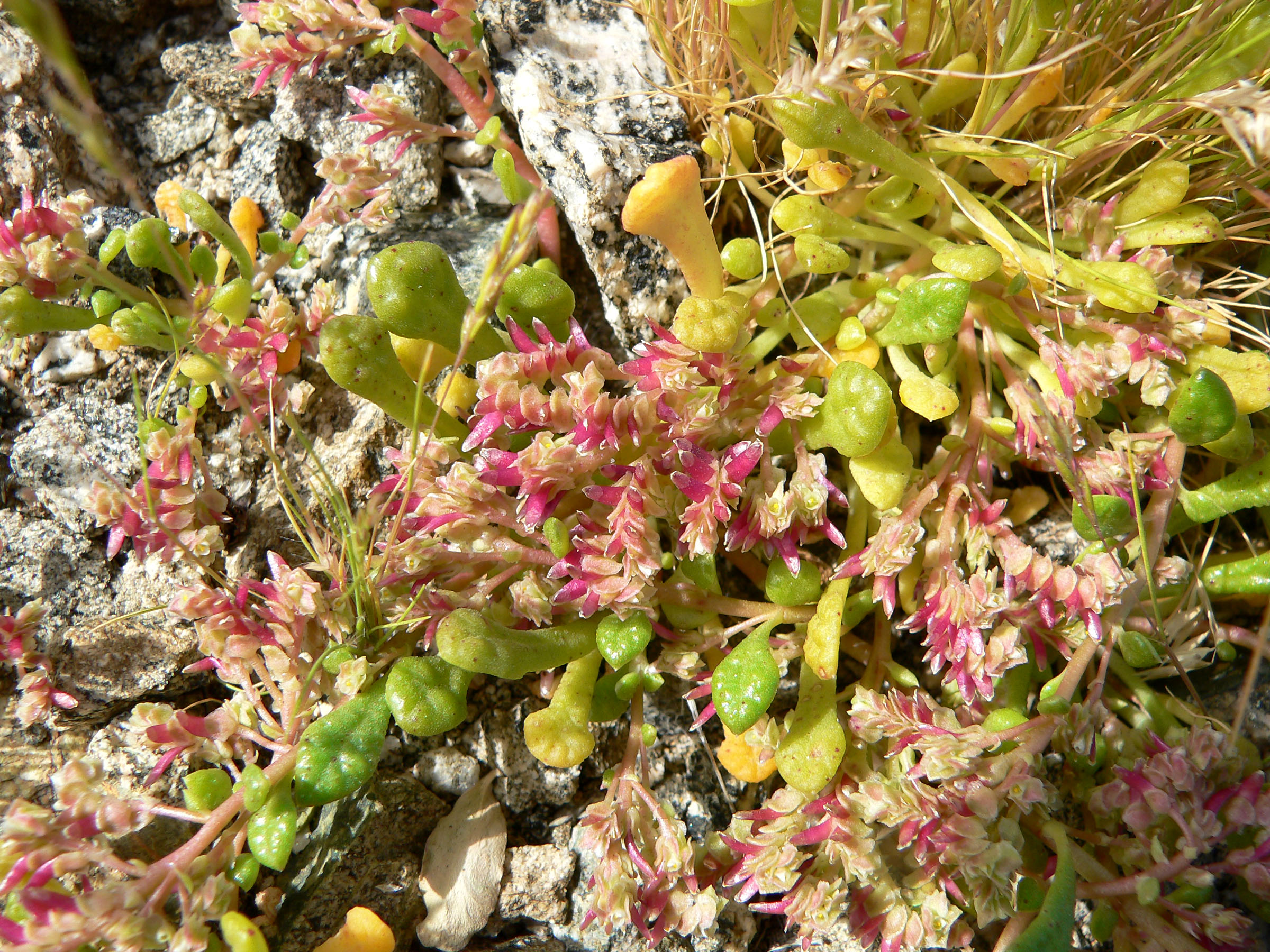
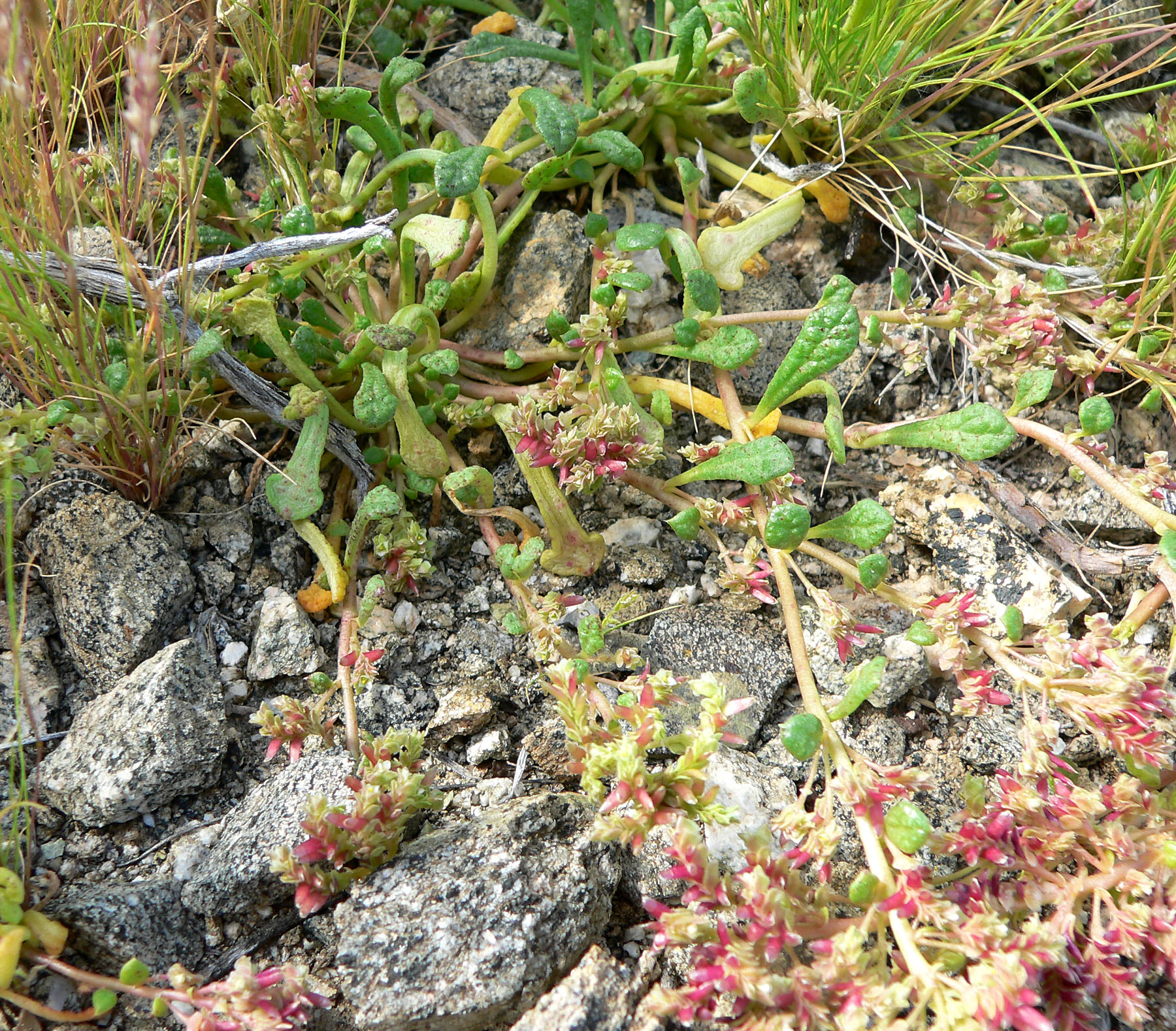
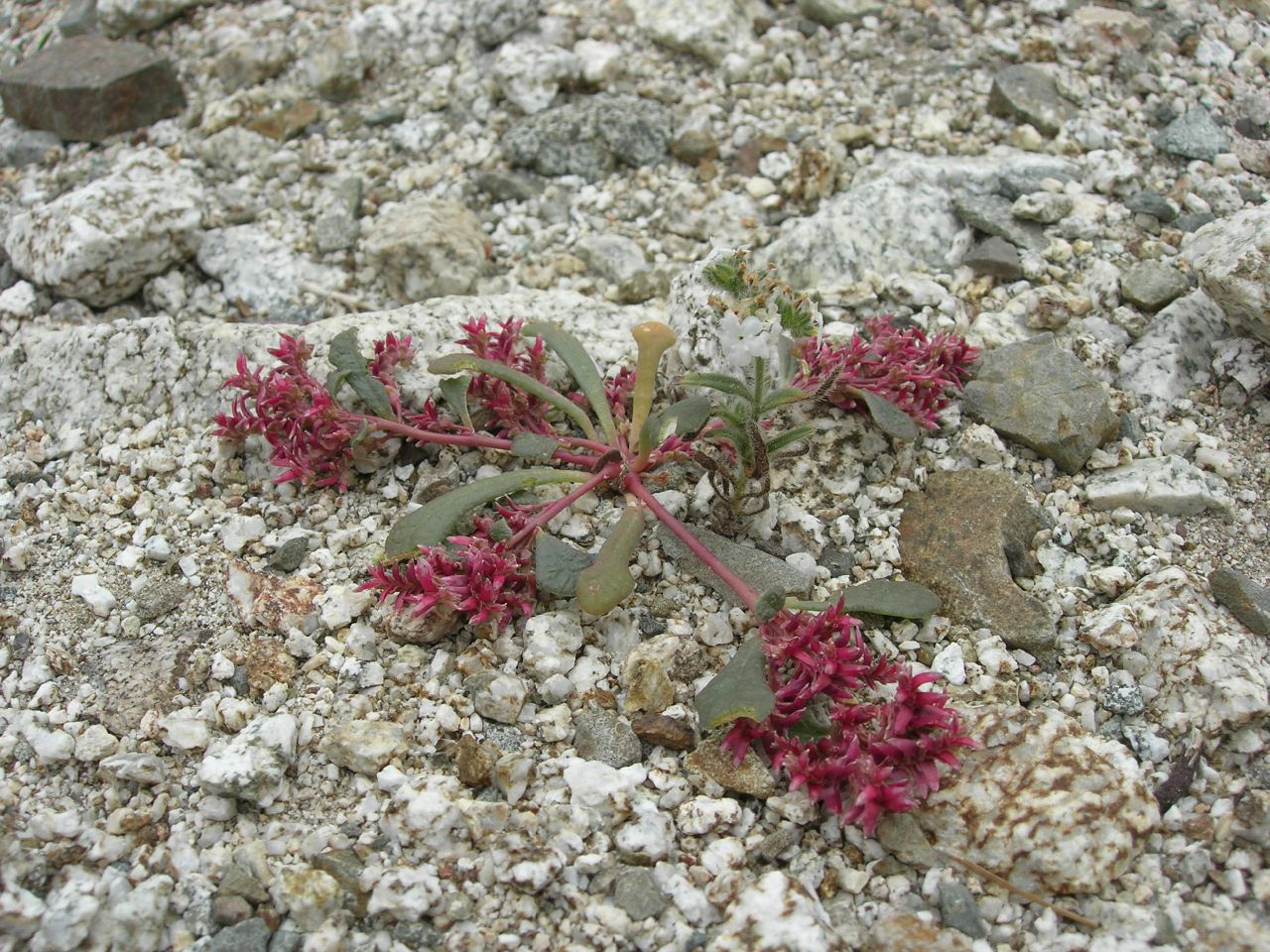